# Aganosma
Aganosma, biljni rod iz porodice zimzelenovki rasprostranjen od južne Kine na zapad do Indije i Šri Lanke, i na jug do Malezije.

## Vrste
Postoji devet priznatih vrsta:
1. Aganosma breviloba Kerr
2. Aganosma cymosa (Roxb.) G.Don
3. Aganosma gracilis Hook.f.
4. Aganosma heynei (Spreng.) I.M.Turner
5. Aganosma lacei Raizada
6. Aganosma petelotii Lý
7. Aganosma schlechteriana H.Lév.
8. Aganosma siamensis Craib
9. Aganosma wallichii G.Don